# Корницька сільська громада
Корницька сільська об'єднана територіальна громада — колишня об'єднана територіальна громада України, в Коломийському районі Івано-Франківської області. Адміністративний центр — село Корнич.
Утворена 15 листопада 2018 року шляхом об'єднання Корницької та Королівської сільських рад Коломийського району.
22 квітня 2020 року Кабінет Міністрів України затвердив перспективний план формування територій громад Івано-Франківської області, в якому Корницька ОТГ відсутня, а Корницька та Королівська сільські ради включені до Коломийської ОТГ.

## Населені пункти
До складу громади входили 3 села: Грушів, Корнич та Королівка.